# STAR PLANET

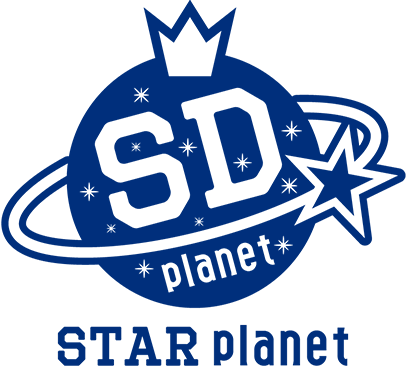

STAR PLANET(스타 플래닛)은 소속 사무소 스타더스트 프로모션에 속하는 여성 아이돌 아티스트 부문. 모모이로 클로버 Z, 시리츠에비스추가쿠, 초 도키메키 센덴부가 소속되어 있다. 전 이름명은 STARDUST PLANET(스타더스트 플래닛).

## 소속 그룹
- 모모이로 클로버 Z
- 시리츠에비스추가쿠
- TEAM SHACHI
- 밧텐쇼죠타이
- 초 도키메키 센덴부
- AMEFURASSHI
- 이키나리 토호쿠산
- ukka
- LumiUnion
- 스타프라 연구생

### 이전 소속 그룹
- 3B junior
- 록카 자포니카
- 하치미츠 로켓
- Awww!
- 다코야키 레인보우
- B.O.L.T
- CROWN POP

## 소속 탤런트

### 이전 소속 탤런트
- 카난
- 호리 쿠루미
- 네기시 카렌
- 하루나 마이
- 아야키 사쿠라
- 키요이 사키
- 카시와기 히나타
- 딘
- 에이미
- 나이토 루나
- 타카이 치호
- 나가야마 마아리
- 우란
- 하리마 카나
- 테라시마 유나

## 같이 보기
- 스타더스트 프로모션